# Garcea și oltenii
Garcea și oltenii este un film de comedie românesc din 2002, regizat de Sam Irvin după scenariul lui Mugur Mihăescu și Radu Pietreanu (componenți ai grupului umoristic Vacanța Mare). Rolurile principale sunt interpretate de Mugur Mihăescu, Radu Pietreanu, Florin Petrescu, Mirela Stoian, Radu Florescu și Alexandra Dinu.
Filmul a avut un mare succes la publicul din România, dar recenziile criticilor de film au fost aproape în totalitate negative.

## Rezumat
Cu două mii de ani în urmă, în Dacia, marii preoți ai celor șapte triburi dacice: costelizii, leanococii, cretinizii, stupizii, virginizii, inteligeții și perfizii s-au adunat și au pus laolaltă cele șapte bucăți ale pietrei magice, ale cărei puteri îi puteau face pe daci stăpânii lumii. În timpul rostirii incantației, o avangardă a legiunii romane i-a surprins pe preoți ca urmare a trădării perfizilor. Romanii au pus mâna pe piatră, dar călărețul ce transporta prețiosul obiect a fost lovit de o săgeată și a scăpat piatra într-o mlaștină. Piatra magică a fost astfel pierdută, romanii fiind învinși de o vrajă mult mai puternică: prostia omenească.
Două mii de ani mai târziu, în satul Sadova din România, Axinte (Florin Petrescu) și Lila (Mirela Stoian), cei doi copii cretini ai țăranilor bețivani, proști și leneși Costel (Radu Pietreanu) și Leana Pârțag (Mugur Mihăescu), găsesc în balta din apropierea casei o lădiță în care se afla piatra magică dispărută. În acest timp, Einstein (Erwin Simsensohn), unul dintre angajații de la sediul CIA, detectează un semnal emis de piatra magică și captat de unul dintre sateliții de spionaj ai SUA. Înainte de a fi împușcat de șeful CIA (Bryan Jardine), el reușește să trimită un e-mail către oamenii de știință ai altor organizații secrete din Germania, Italia, Japonia, Africa și Rusia. CIA îl trimite în România pe experimentatul agent David Blond (Radu Florescu) pentru a pune mâna pe piatră și a-l prinde pe rivalul rus Ival Ivalowsky (Radu Pietreanu), despre care se bănuia că va veni și el la Sadova. Agenții secreți din toată lumea se îndreaptă spre Sadova.
Între timp, Axinte reușise să-și dea seama că piatra este fermecată și se duce la cârciumă să ceară de băut, dorind să plătească cu monezi vechi din aur. Cârciumarul Romică (George Robu) îl denunță pe Axinte la poliție ca falsificator de bani; șeful poliției nu are niciun om capabil la dispoziție așa că-l trimite să facă anchetă la Sadova pe imbecilul agent Garcea (Mugur Mihăescu). Polițistul îl oprește în trafic pe agentul secret David și pleacă amândoi spre localitatea unde locuiește familia Pârțag. Americanul era însă înțeles cu Ival să pună mâna pe piatră și să împartă câștigul între ei, dar nu-și poate pune planul în aplicare pentru că Garcea îl accidentează cu mașina. Dându-și seama de prostia făcută, polițistul se deghizează în agent secret și își continuă drumul spre Sadova.
Văzând atâta aflux de străini, țăranii din Sadova încep între ei o competiție care să-i înșele mai mult. Costel și Leana se hotărăsc să-și mărite fata și să fure toți banii de dar de la invitați. Dar cum nimeni nu voia s-o ia de nevastă pe Lila, ei îi propun lui Axinte să se dea drept ginere. Nici așa nu se arată nimeni interesat de nuntă, iar soții Pârțag anunță că vor fi invitați membrii grupului Vacanța Mare. Între timp, văzându-l pe Garcea deghizat în agentul David, spioana rusoaică Angelica (Alexandra Dinu) se îndrăgostește de el. Rusul Volonea (Nicodim Ungureanu) află unde ascundea piatra magică familia Pârțag și trimite un soldat s-o fure, dar acesta cade victimă capcanelor scornite de Axinte. 
La nunta lui Axinte cu Lila, rusul Ival pătrunde cu câțiva soldați și fură piatra; aceasta ajunge apoi la agentul David, care fusese eliberat din portbagajul mașinii de o femeie romă. Ival este împușcat de David, iar elicopterul cu care plecase americanul explodează după ce un câine apăsase pe un detonator. Axinte le dăduse însă o piatră falsă, dar în confruntarea cu rușii și apoi cu americanul piatra adevărată a căzut pe jos și s-a spart în mai multe bucăți. Fiecare din personajele principale ia câte o bucată și își pune câte o dorință: Costel primește un morman de sticle cu alcool, Leana se transformă într-o blondă superbă, Axinte și Frankfurt devin spărgători de bănci și se îmbogățesc, Lila devine agent CIA și primește misiunea să-i lichideze pe cei doi spărgători, iar Garcea și Angelica rămân împreună și părăsesc împreună Sadova cu un Porsche. Ultima bucată de piatră aterizează însă în palma lui Ival, care deschide ochii și începe să râdă malefic.

## Distribuție
- Mugur Mihăescu — Garcea, plutonier de poliție / Leana (Elena) Pârțag, o țărancă bețivană, proastă și leneșă din Sadova / marea preoteasă a tribului leanococilor / marea preoteasă a tribului inteligeților
- Radu Pietreanu — Costel (Constantin) Pârțag, soțul Leanei, un țăran bețivan, prost și leneș din Sadova / Ival Ivalowsky, agent secret rus / soldatul roman / marele preot al tribului costelizilor / marele preot al tribului perfizilor
- Florin Petrescu — Axinte, fiul lui Costel și al Leanei / marele preot al tribului cretinizilor
- Mirela Stoian — Lila, fiica lui Costel și a Leanei / marea preoteasă a tribului stupizilor
- Radu Florescu — David Blond, agentul 006 de la CIA
- Alexandra Dinu — Angelica, agenta secretă rusă / marea preoteasă a tribului virginizilor (menționată Alexandra Mutu)
- Emil Rădinoiu — Mitică (Dumitru), vecinul familiei Pârțag
- Iulian Ilinca — Frankfurt, un derbedeu din satul Sadova
- George Robu — Romică, cârciumarul din Sadova
- Victor Yila — agentul secret african (menționat Victor Ylla)
- Paul Rinder — primul agent secret italian
- Dan Burghelea — al doilea agent secret italian
- Ilie Bardosuc — un agent secret neamț
- Marius Odogeanu — alt agent secret neamț
- Costel Păun — agentul secret japonez
- Erwin Simsensohn — Einstein, unul dintre angajații de la sediul central al CIA
- Bryan Jardine — colonelul american, bossul CIA
- Tara Marie Anderson — agentul 001
- Bill Averry — agentul 002
- Dora Ortelecan-Dumitrescu — femeia romă din cârciumă (menționată Dora Ortelecan)
- Marian Stan — colonelul de poliție
- Ilie Gâlea — adjunctul colonelului
- George Petcu — Borcea, subofițer de poliție
- Toni Ionescu — Zbîrcea, plutonier de poliție, anchetatorul cazului „Punguța cu doi bani”
- Valeriu Pavel Dan — Ghiță, țăranul din Sadova care-l așteaptă pe Garcea cu pâine și sare (menționat Vali Pavel)
- Daniel Giurcăreanu — Ion, țăran din Sadova, prietenul lui Ghiță
- Nicodim Ungureanu — Volonea, agent secret rus
- Ionuț Burlan — un agent secret rus
- Florin Alexandru — celălalt agent secret rus
- Aurel Vlaicu — tot un agent secret rus
- Florin Roată — Serghei, agent secret rus
- Constantin Ghenescu — căruțașul oprit de Garcea
- Sam Irvin — șoferul primului tir
- Constantin Gabriel — șoferul următorului tir, cu tatuajul „Ass Fucker”
- Elena Lasconi — reporterița de televiziune
- Marian Ciprian — nașul de cununie al lui Costel și Leana
- Gabriela Cocu — nașa de cununie a lui Costel și Leana
- Alin Antemir — tarabagiu din Sadova
- George Lungoci — primarul comunei Sadova
- Gabriel Spahiu — tatăl lui Garcea
- Gabriela Valentir — mama lui Garcea
- Viorel Păunescu — tatăl Angelicăi
- Vilhelmina Câta — mama Angelicăi
- Alexandru Stanciu — alt căruțaș
- Dimitri Bogomaz — angajatul
- Mircea Nicola — bețivul
- Ionuț Tecuceanu — Garcea copil
- Raluca Les — învățătoarea lui Garcea
- Rada Ioan — femeia bătrână
- Maria Anghel — sora medicală care-l moșește pe Garcea
- Cristina Oană — o minijupistă care-i însoțește pe italieni
- Alexandra Gătin — prietena minijupistei
- Bebe Cotimanis — naratorul

## Producție

### Subiect
Scenariul filmului a fost scris de Mugur Mihăescu și Radu Pietreanu, membri componenți ai grupului umoristic Vacanța Mare. Ei au preluat mai multe personaje folosite în emisiunile umoristice difuzate la postul Pro TV și anume cele din scheciurile cu polițistul Garcea (interpretat de Mugur Mihăescu) și cu țăranii olteni Leana și Costel Pârțag din satul Sadova. Personajul Garcea fusese creat în anul 1996 pentru spectacolele Vacanței Mari, el fiind unul dintre cele mai vechi personaje ale grupului umoristic și intrând deja în folclor ca un exemplu al polițistului incult și imbecil. Audiențele emisiunilor grupului Vacanța Mare erau foarte mari datorită personajelor din scheciurile cu Garcea și cu Leana și Costel. Din scheciul cu Leana și Costel au fost preluate majoritatea personajelor și anume soții Leana și Costel (interpretați de Mugur Mihăescu și Radu Pietreanu), copiii lor Axinte și Lila, vecinul Mitică, cârciumarul Romică și derbedeul Frankfurt. Satul Sadova este localitatea natală a lui Mugur Mihăescu.

### Filmări
Filmul a fost produs de Media Pro Pictures. Filmările au avut loc în Studiourile Media Pro din Buftea, sub comanda regizorului american Sam Irvin, asistat de regizorul secund Ingrid Cristea. Regizorul american a fost adus de producătorul Andrei Boncea (directorul general al MediaPro Pictures si al filmului) care dorea să unească umorul Vacanței Mari cu o abordare americană a filmului. El filmase în România patru din cele nouă filme ale sale și, deși nu cunoștea limba, și-a dat seama că umorul practicat de membrii grupului Vacanța Mare este de fapt universal. Regizorul a stat o perioadă pe litoralul Mării Negre și a discutat prima versiune a scenariului cu cei doi scenariști. Inițial, el era convins că unele scene sau replici ale personajelor erau inventate, dar după ce a petrecut vreo 10 zile în România ar fi afirmat: „De ce să vă mai chinuiesc pe voi, când pot să filmez de pe un deal o zi normală din viața unui sat din Oltenia și astfel să scot cea mai tare comedie...” El a introdus câteva modificări structurale pentru a mări ritmul acțiunii și niște gag-uri vizuale.
Rolurile principale au fost interpretate de actorii din emisiunile grupului Vacanța Mare (Mugur Mihăescu, Radu Pietreanu, Florin Petrescu, Mirela Stoian, Emil Rădinoiu, Iulian Ilinca și George Robu). În film au mai apărut vedeta de televiziune Alexandra Dinu, soția de atunci a fotbalistului Adrian Mutu (care a primit 8.000 euro pentru apariția ei în film), omul de afaceri româno-american Radu Florescu (CEO la compania de publicitate Saatchi&Saatchi), africanul Victor Yila (membru al grupului umoristic Vouă), Toni Ionescu (membru al echipei care realiza emisiunea umoristică Chestiunea Zilei la Pro TV și viitorul interpret al sergentului Ferdinand Mârlanu în longevivul serial de televiziune Trăsniți în NATO), regizorul Sam Irvin, dar și actori profesioniști precum Nicodim Ungureanu și Gabriel Spahiu.
Omul de afaceri Radu Florescu a avut apariții sporadice în filme. La momentul în care a fost contactat să joace în Garcea și oltenii, el nu urmărise emisiunile grupului Vacanța Mare și nu auzise de personajul Garcea. Colegii de la compania de publicitate unde lucra s-au declarat scandalizați și i-au dat să vizioneze câteva episoade ale emisiunilor grupului umoristic. Florescu s-a dus la regizor și i-a spus că nu mai vrea să apară în film, dar s-a simțit vinovat când Sam Irvin l-a acuzat că ar fi neserios. El a donat banii obținuți unei asociații de caritate.
Filmările au avut loc în vara anului 2001 și au durat aproximativ o lună. Îndrumarea regizorală a actorilor a fost destul de redusă, deoarece aceștia își jucau de ani de zile rolurile la televiziune. Actorii grupului Vacanța Mare s-au simțit foarte bine la filmări, perioada petrecută pe platou fiind considerată „o continuă veselie”. Imaginea filmată de Viorel Sergovici Jr. are o cromatică vie și dinamică, ce susține acțiunea. Efectele speciale și elementele pirotehnice au fost realizate direct pe peliculă. Cascadoriile au fost coordonate de Ion Crăciun. Muzica a fost compusă de Marius Mihalache și interpretată de Orchestra „Agurida” condusă de Marin Alexandru. Filmul a fost prelucrat în studioul Kodak Cinelabs România.
Întrebat după filmări care va fi reacția criticilor, Mugur Mihăescu a afirmat că „singurul critic îndreptățit este spectatorul”. La întrebarea ce ar trebui să înțeleagă spectatorul din acest film, Radu Pietreanu a răspuns: „Nimic! Trebuie doar să trăiască 90 de minute într-un sat de olteni, să se lase surprins de ce se întâmplă acolo, iar la sfârșit, când iese în stradă, în lumea reală, să se bucure că tot ce a văzut pe ecran este doar ficțiune”.

## Acuzații de vulgaritate
Mulți critici de film au acuzat filmul că ar avea un umor vulgar.
Radu Pietreanu și Mugur Mihăescu s-au apărat spunând că personajele lor sunt autentice, iar umorul făcut de ei este un umor desprins din realitate. „În poveștile și personajele noastre se regăsește exact ceea ce se regăsește și în poeziile lui Arghezi - mucegaiuri, bube și noroi. Ceea ce facem noi este un umor al extremelor. Cine nu crede că Leana este un personaj autentic, nu a trăit la țară în Oltenia niciodată, habar nu are. Cine nu crede că Garcea e un personaj real, nu l-a cunoscut pe Garcea.” Cei doi membri ai grupului Vacanța Mare au afirmat că acuzațiile de vulgaritate au provenit din partea umoriștilor cărora le-au luat locul în programele posturilor de televiziune și care deveniseră invidioși pe succesul emisiunilor lor de televiziune. Ei au recunoscut totuși că în unele părți ale filmului au exagerat, punând acest lucru pe seama entuziasmului și a lipsei de experiență în domeniul realizării unui film. Într-un interviu din 2005, Garcea și oltenii a fost considerat doar „un început, [în care - n.n.] ni s-a dat șansa să vedem cu ce se mănâncă cinematografia. L-am făcut cu plăcere, am învățat din greșelile pe care le-am făcut. [...] Probabil că am sărit și noi calul în anumite părți, dar, vezi, când ești luat de val și faci un lucru la început este normal să faci și greșeli”.

## Recepție
Filmul Garcea și oltenii a fost vizionat de 289.830 spectatori la cinematografele din România, după cum atestă o situație a numărului de spectatori înregistrat de filmele românești de la data premierei și până la data de 31.12.2007 alcătuită de Centrul Național al Cinematografiei. În cele 12 săptămâni în care a rulat la cinematografe, filmul a adus încasări de 8.182.164.175 lei vechi. El s-a clasat pe primul loc în clasamentul celor mai vizionate filme românești din anul 2002, pe următoarele două locuri aflându-se Filantropica al lui Nae Caranfil (cu 113.302 spectatori) și Furia al lui Radu Muntean (cu 61.356 spectatori).
Garcea și oltenii a fost cel mai vizionat film românesc în perioada 1997-2010, devansând Filantropica al lui Nae Caranfil (cu 113.302 spectatori) și 4 luni, 3 săptămâni și 2 zile al lui Cristian Mungiu (cu 89.339 spectatori). și al 12-lea cel mai vizionat film românesc din perioada 1990-2010.
În ciuda marelui succes la public, recenziile criticilor de film au fost aproape în totalitate negative. 
Criticul Tudor Caranfil nu a dat filmului nicio stea și a făcut următorul comentariu: „O piatră dacică, un fel de «Lampă a lui Aladin» care împlinește dorințele deținătorului, de la un parizer cu soia la un ospăț nupțial, e descoperită în satul oltenesc Sadova. Piatra miraculoasă, care ar putea rezolva sau complica problema energetică pe plan mondial proiectează în pașnica așezare nenumărați «străinoși»: agenți CIA, un grup neonazist, samurai niponi, boșimani africani ba chiar și mafia ruso-americană, care pune în circulație cea mai periculoasă armă: o blondă platinată. Ca răspuns la această invazie, Leana organizează o nuntă la care participă, ca invitat de onoare, popularul grup «Vacanța Mare» de la Pro Tv. Record de trivialitate și joasă ținută, estetică și tehnică, în comedia cinematografică românească, glumiță în care Leana țipă cât o țin bojocii, Garcea «se ușurează» aspersorizat, se schimonosește ca la circ și mârâie ca la menajerie, și toți ceilalți interpreți se încurajează unii pe alții cu îndemnul: «Bagă poanta!...» Câteva rare săgeți jurnalistice amuză totuși.”.
Fostul regizor Mihnea Columbeanu considera filmul o ciudățenie „de freak-show”.